# Magyar Mannheimer Gusztáv

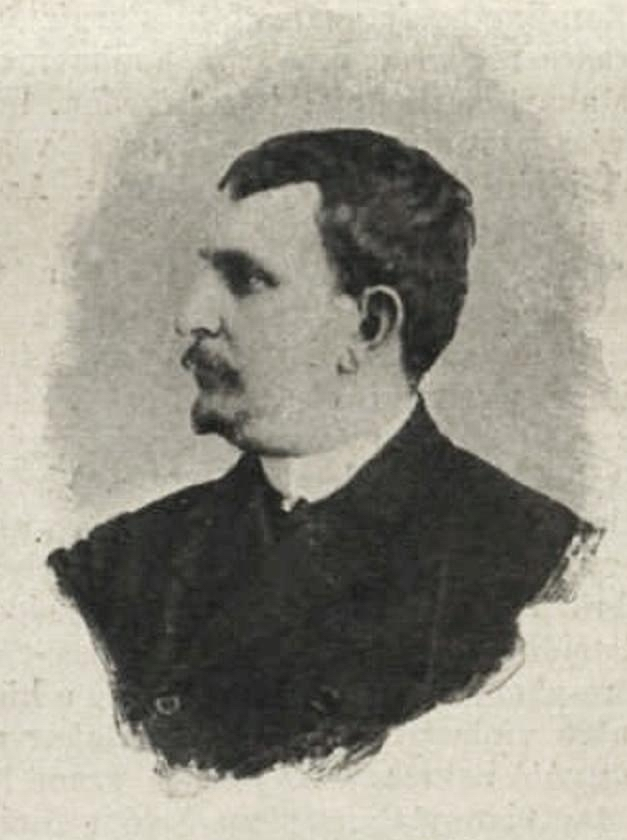
Mannheimer Gusztáv

Magyar-Mannheimer Gusztáv, Magyar-Manheimer Ágost (Pest, 1859. február 27. – Budapest, Józsefváros, 1937. január 16.) magyar festő és illusztrátor. A MIÉNK és a Szinyei Merse Pál Társaság egyik alapító tagja.

## Életpályája

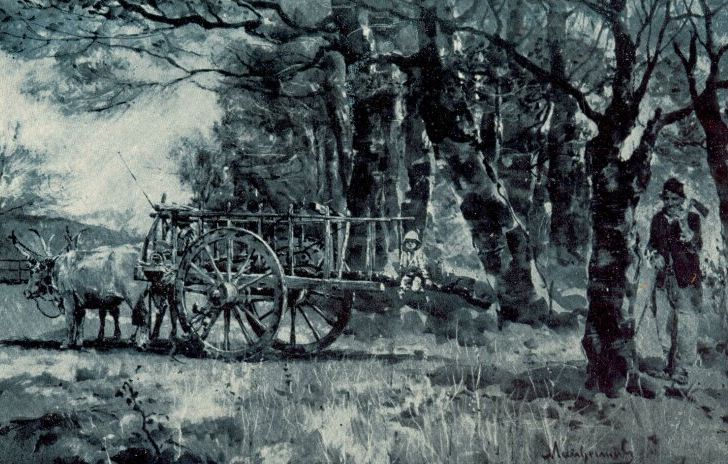
Favágók c. naturalista képe

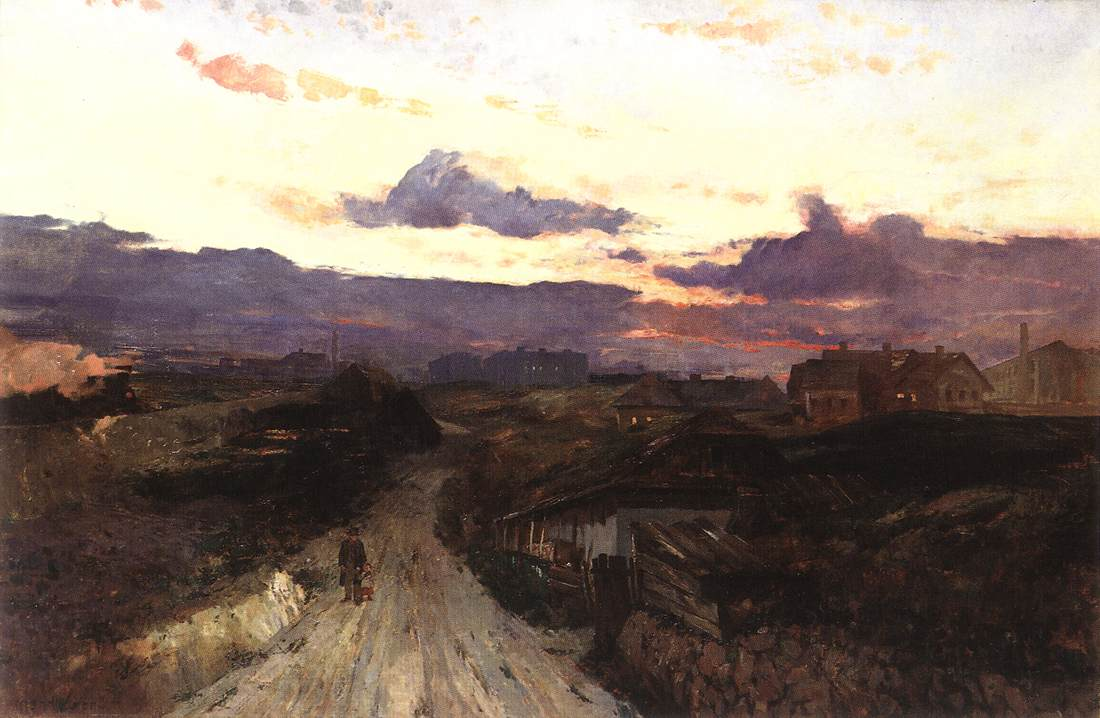
Budapesti külvárosi gyártelep

Mannheimer Frigyes (1809–1888) rabbi, hitoktató és Spitzer Zsófia (1823–1886) fiaként született. A budapesti Mintarajziskolában tanult rajzolni és festeni, majd Bécsben Hans Makart, Münchenben Wagner Sándor volt a mestere, Pestre visszaérkezve ösztöndíjjal tagja lett a Benczúr Gyula-iskolának. Műveinek stílusát a romantikus realizmus, a naturalizmus és a Makart-féle dekoratív akadémizmus jellemezte és páratlan mesterségbeli tudás. Legfelszabadultabban Itáliában alkotott, legderűsebb színei ott születtek, kitűnt jó kompozícióteremtő képességével is.
Tavasz című képével szerepelt az 1910-es velencei biennálén, a képet megvásárolta a velencei Modern Képtár. Itthon Esti hangulat c. képével társulati díjat nyert, 1902-ben állami kis arany, 1912-ben nagy aranyéremmel jutalmazták. Több ízben szerepelt kollektív kiállításokon a Nemzeti Szalonban és az Ernst Múzeumban. Képei magángyűjteményekben és a Magyar Nemzeti Galériában találhatók. Jeles magyar írók (Mikszáth Kálmán, Bródy Sándor) műveit illusztrálta. Önarcképe a budapesti Magyar Történelmi Képcsarnokban található.
A 19-20. század fordulóján a nagybányai művésztelepen is megfordult, később a MIÉNK és a Szinyei Merse Pál Társaság alapító tagjai közé tartozott.
Felesége Schossberger Szidónia volt, Schossberger Adolf orvos lánya, akivel 1895. április 2-án kötött házasságot.

## Műveiből
- Budapesti külvárosi gyártelep (1893; olaj, vászon, 86 x 131 cm; Magyar Nemzeti Galéria, Budapest
- Favágók (c. 1911)[9]
- Ismeretlen cím (olaj; 27 x 17 cm; Nemzeti Szalonban kiállított, ritka, magántulajdonban) (c. 1911)[10]

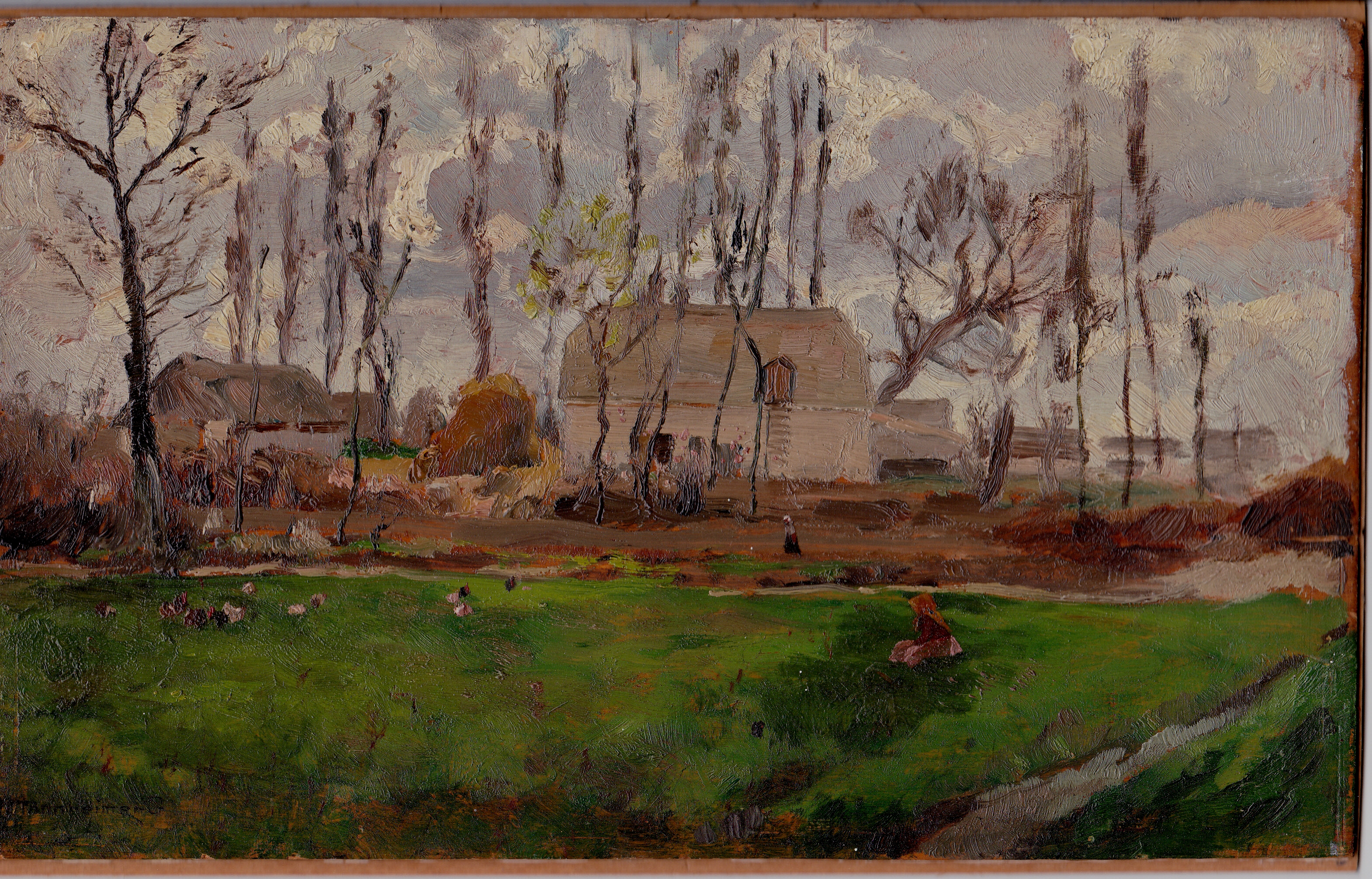
Magyar Mannheimer Gusztáv Ismeretlen című festménye. Nemzeti Szalonban kiállított

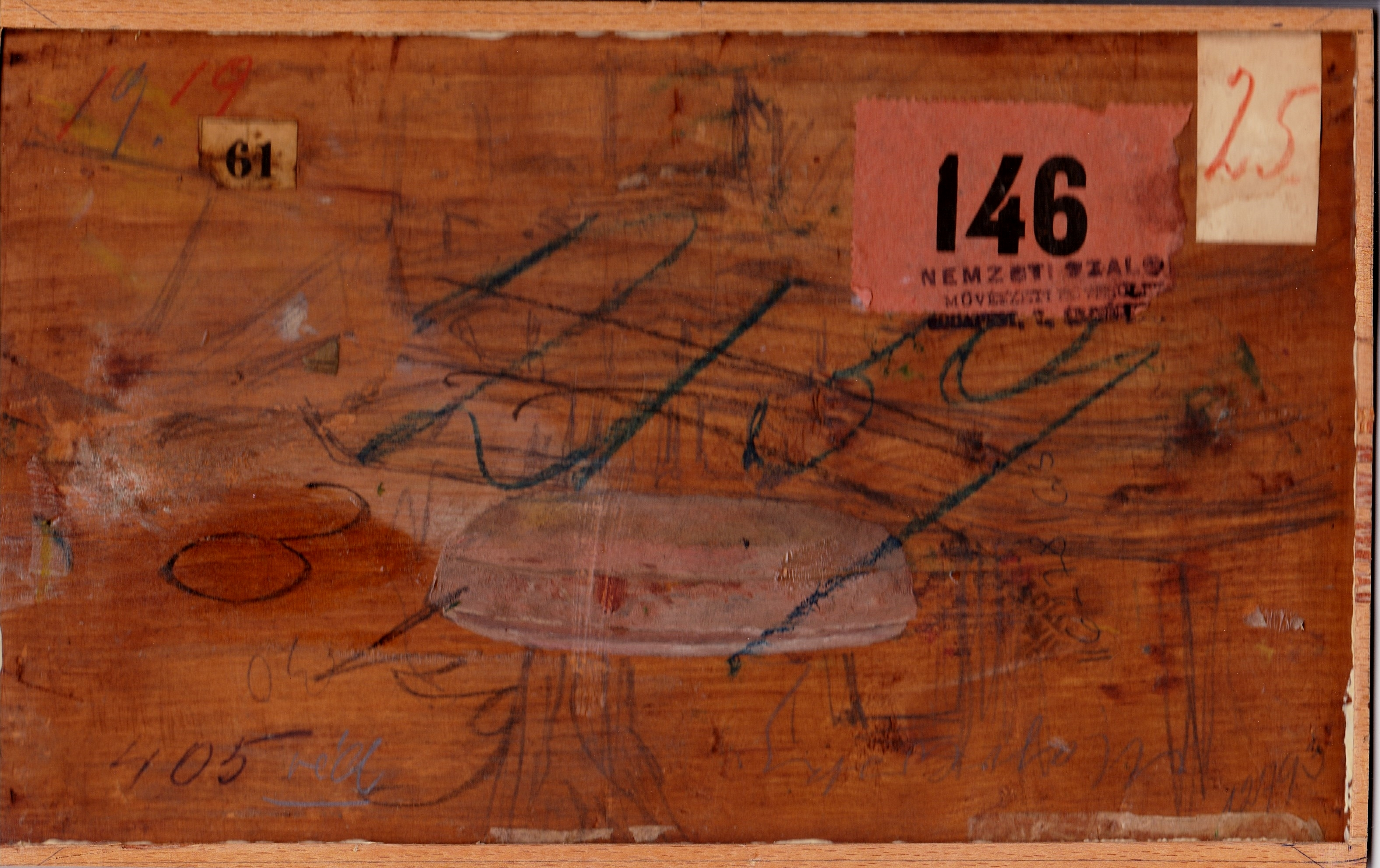
Magyar Mannheimer Gusztáv hátlap Nemzeti Szalon

- Ismeretlen cím – hátlap (olaj; 27 x 17 cm; Nemzeti Szalonban kiállított, ritka, magántulajdonban) (c. 1911)[11]
- Dél-itáliai táj (olaj, vászon; 87 x 73 cm; magántulajdonban)
- Tópart (olaj, fa, 40 x 50 cm; magántulajdonban)